# Посольство Украины в Анголе
Посольство Украины в Анголе (укр. Посольство України в Анголі) — дипломатическая миссия Украины в Анголе, находится в городе Луанде.

## Задачи посольства
Основная задача Посольства Украины в Луанде представлять интересы Украины, способствовать развитию политических, экономических, культурных, научных и других связей, а также защищать права и интересы граждан и юридических лиц Украины, находящихся на территории Анголы и Мозамбика.
Посольство способствует развитию межгосударственных отношений между Украиной и Анголой на всех уровнях, с целью обеспечения гармоничного развития взаимных отношений, а также сотрудничества по вопросам, представляющим взаимный интерес. Посольством Украины в Анголе временно приостановлено выполнение консульских функций. Консульское обслуживание осуществляет Посольство Украины в Южно-Африканской Республике.

## История дипломатических отношений
Республика Ангола признала независимость Украины 30 сентября 1994 года. Дипломатические отношения между Украиной и Анголой установлены 30 сентября 1994 года. В 2004 году начало деятельность Посольство Украины в Анголе.

## Руководители дипломатической миссии
- Лакомов Владимир Иванович (19 марта 2004 — 16 апреля 2007)[3][4]
- Кохно Владимир Николаевич (2007—2009) временный поверенный
- Боголюбов Владимир Иванович (2009—2011) временный поверенный
- Никоненко Александр Николаевич (5 июля 2013 — 19 марта 2014)[5][6]
- Костецкий Павел Васильевич (2014—2016) временный поверенный
- Роговец Геннадий Владимирович (2016—2020) временный поверенный
- Чернопиский Андрей Петрович (2020—2025) временный поверенный
- Касьянов Андрей Юрьевич (с 21 июля 2025)[7]